# راي روس (لاعب هوكي جليد)
راي روس هو لاعب هوكي جليد كندي، ولد في 11 يناير 1932 في هاميلتون في كندا.

## وصلات خارجية
- راي روس على موقع HockeyDB.com (الإنجليزية)